# Ekpeye
L'ekpeye és una llengua que es parla al sud de Nigèria. Es parla a les LGAs d'Ahoada East i d'Ahoada West, a l'estat de Rivers i a la LGA de Yenagoa a l'estat de Bayelsa.
L'ekpeye és una llengua del grup lingüístic de les llengües igboid, que formen part de la família lingüística de les llengües Benué-Congo. A part de l'ekpeye, en aquest grup lingüístic, hi ha les llengües igbo.

## Ús i dialectologia
L'ekpeye és una llengua que gaudeix d'un ús vigorós (6a); tot i que no està estandarditzada, és parlada per persones de totes les edats i generacions. Té una gramàtica.Segons l'ethnologue, el 1973 hi havia 30.000 parlants d'ekpeye.
Els dialectes de l'ekpeye són l'ako, l'igbuduya, l'ubye i l'upata.

## Població i religió
El 91% dels 78.000 ekpeyes són cristians; d'aquests, la meitat són protestants, el 35% pertanyen a esglésies cristianes independents i el 15% són catòlics. El 9% dels ekpeyes restants creuen en religions tradicionals africanes.